# Lezons
Pour les articles homonymes, voir Lezons.
Lezons est une ancienne commune française du département des Pyrénées-Atlantiques. Le 21 mars 1842, la commune fusionne avec Mazères pour former la nouvelle commune de Mazères-Lezons.

## Géographie
Lezons se situe en Béarn, aux portes sud de Pau.

## Toponymie
Le toponyme Lezons apparaît sous les formes 
Lezoos (1368, titres de Béarn), 
Lesoos (1382, contrats de Luntz), 
Lezos, Lessos et Lesons (respectivement 1536, 1546 et 1614, réformation de Béarn), 
Saint-Pierre de Lezons (1714, titres du chapitre de Lescar) et 
Lesous (1801, Bulletin des Lois).
Son nom béarnais est Leson.

## Histoire
Paul Raymond note qu'en 1385, Lezons comptait trois feux. La commune dépendait du bailliage de Pau. Il y avait à Lezons une abbaye laïque, vassale de la vicomté de Béarn.

## Démographie
| 1793 | 1800 | 1806 | 1821 | 1831 | 1836 |
| ---- | ---- | ---- | ---- | ---- | ---- |
| 145  | 138  | -    | 146  | 150  | 154  |

## Pour approfondir